# Aridelus funerator
Aridelus funerator är en stekelart som beskrevs av De Saeger 1946. Aridelus funerator ingår i släktet Aridelus och familjen bracksteklar. Inga underarter finns listade.